# 农药

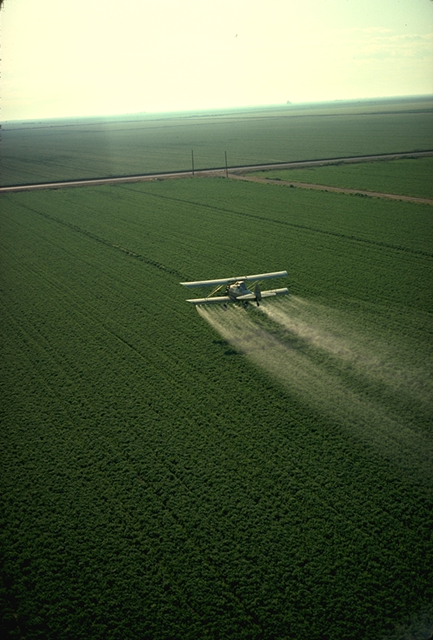
在農田比較廣泛的地區，一般會用小型飛機噴灑農藥。

农药（pesticide）或除害劑，是用来预防、消灭、引诱、驱避或控制任何有害生物的化学物质，例如：除草剂、杀虫剂、杀线虫剂、杀真菌剂等等。广义的“农药”（agricultural medicine）尚包括植物生长调节剂、脱叶剂、干燥剂，疏果剂、抑芽剂等物质，以及用于防止作物变质的化合物，但并不包括肥料、动植物营养剂、食品添加剂、兽药。
有害生物通常指與人類競爭食物，破壞財產，散播疾病或造成困擾的生命體，包括昆蟲、植物病原體、雜草、軟体動物、鳥類、哺乳類、魚類、線蟲類（蛔虫）及微生物。許多農藥對人體是有毒的。
農藥可以是化學物質，生物（如病毒或細菌），殺菌劑，抗感染劑，或者是任何能夠對抗有害生物的手段。

## 歷史
在公元前2500年，人類就開始使用農藥來預防農作物的損害。最早的農藥應用是大約4500年前在美索不达米亚苏美尔噴灑的元素硫。古希腊诗人荷马曾提出用燃烧的硫磺作为熏蒸剂。古罗马的老普林尼曾提到用砷作为杀虫剂；公元79年，维苏威火山爆发，老普林尼死于带有燃烧硫磺气味的火山烟雾，从而真正说明了硫磺烟雾的非选择性毒杀作用。
在15世紀，諸如砷、汞、鉛等的有毒化學物質就被用在農作物上以殺死有害生物。在17世紀，尼古丁和硫酸鹽從煙草中提煉出來作為殺蟲劑使用。19世紀引進了兩種更天然的農藥，除蟲菊和魚藤酮。除蟲菊化合物是從菊屬植物提煉，而魚藤酮是從熱帶植物（主要仍然是魚藤）的根部提煉出來。
在1939年，保罗·米勒發現DDT是非常有效的殺蟲劑。它很快地成為世界上最廣為使用的農藥。然而，在1960年代，DDT被發現妨礙了許多食魚鳥類的生殖能力，因此對於生物多樣性有重大威脅。瑞秋·卡森和她的暢銷書《寂靜的春天》，詳細地說明化學農藥及殺蟲劑的使用，對食物鏈和生態環境所帶來的重大影響。DDT目前被超過86個以上的國家禁用，但是在部分發展中國家仍然用來消滅蚊子和其他作為傳染病媒介的昆蟲，以預防瘧疾和一些熱帶性疾病。
農藥的用量從1950年來已成長了50倍之多，每年的用量約為250萬噸。

## 分類

### 依使用對象
農藥種類繁多，依其使用對象分類，簡單明瞭。每一類之下再依照不同的化學特性分類。
- 殺菌劑
- 殺真菌劑
- 除草劑
- 殺蟲劑
  - 有機氯殺蟲劑
  - 有機磷殺蟲劑
  - 氨基甲酸鹽類殺蟲劑
  - 礦物性殺蟲劑
- 殺蟎劑
- 殺線蟲劑
- 殺鼠劑

### 原材料
農藥亦可分類為化學合成農藥及生物農藥，雖然兩者之間的界線有時並不明確。
系統性農藥由植物吸收至體內，通常經由木質部向上、向外移動，因此造成效力的增加。系統性農藥會使花粉和花蜜帶有毒性，因而造成傳粉昆蟲的死亡。

## 使用規範

### 农药残留规范
台灣有《農藥殘留容許量標準》，中國大陸有《食品安全国家标准 食品中农药最大残留限量》。

## 農藥的影響

### 對環境
農藥會進入河流，湖泊和池塘污染水源，令水質變酸，導致在水中生活的生物生病和死亡，尤其對魚類和兩棲類動物的影響最嚴重。有磷的农药还会导致海藻的疯长，导致大量的鱼类死亡。

### 食物中的農藥殘留
許多農藥是有毒的，使用農藥後，農作物帶有農藥殘留（簡稱：農殘），令農作物中含有毒素。
1. 未遵守該農藥的停藥期規定，而提前採收，使得農藥殘留。
2. 使用不被允許使用在該農作物的農藥，而導致農藥被該農作物吸收。例如在生薑種植使用「神農丹」。

### 對一般大眾
使用農藥目的是殺死有害生物，但同樣農藥會令人類健康帶來不良影響。

### 農藥的危險性
會對生物產生傷害的藥物，比如:百草枯

## 相關參考網頁
- 綠色和平：農藥污染網頁 （页面存档备份，存于）
- 绿色和平：大量化肥促使蓝藻爆发 （页面存档备份，存于）

## 外部連結
- 农业部农药检定所药情信息处 农药登记数据
- 中华人民共和国工业和信息化部 （页面存档备份，存于） 农药产品生产批准证书查询
- 行政院農業委員會動植物防疫檢疫局 （页面存档备份，存于） 登記農藥查詢
- 香港漁農自然護理署 （页面存档备份，存于） 除害劑的監管及有關資訊
- 國家農藥信息中心 (NPIC) （页面存档备份，存于） （英文） 有關農藥的議題
- 農藥法律指導 NetRegs.gov.uk （页面存档备份，存于） （英文）
- 農藥的行動模式 (國際農藥應用研究中心) （页面存档备份，存于） （英文）